# Coupe d'Europe de baseball 2012
Navigation
2011 2013
La Coupe d'Europe de baseball 2012 est la 49e édition de cette compétition sous l'égide de la Confédération européenne de baseball.
Elle rassemble les douze meilleurs clubs européens (champions nationaux et/ou vainqueurs de coupes nationales) et se déroule en deux temps: une phase de poule et une finale à quatre (Final 4). La phase de poule se joue du 30 mai au 3 juin à Rotterdam (Pays-Bas) et à Serravalle (Saint-Marin).
En finale du Final 4 le Fortitudo Bologna s'impose face à Nettuno.

## Déroulement
Depuis 2009, l'épreuve se tient en deux phases : une phase qualificative impliquant douze clubs, puis une finale à quatre. Chaque pays suivant envoie deux équipes: Italie, Pays-Bas, Allemagne et République tchèque. La Belgique, Saint-Marin, la France et Espagne n'en envoient qu'une seule. Ce sont les champions nationaux (et parfois les vainqueurs de coupes nationales).
Les deux premières équipes de chaque poule sont qualifiées pour la finale à quatre. Le vainqueur est déclaré Champion d'Europe.
Les derniers des poules de la phase qualificative sont quant à eux reversés l'année suivante dans la Coupe d'Europe de baseball de la CEB tandis que les quatre vainqueurs des poules de l'European Cup Qualifier se rencontrent entre eux pour gagner deux places pour la Coupe d'Europe de baseball qui se déroule l'année suivante.

## Les clubs de l'édition 2012
Ils sont au nombre de 12:
- DOOR Neptunus
- L&D Amsterdam
- Danesi Cafe Nettuno
- Unipol Bologna
- AVG Draci Brno
- Technika Brno
- Regensburg Legionäre
- Paderborn Untouchables
- T&A San Marino
- FC Barcelone
- Rouen Huskies
- Hoboken Pioneers

Le tirage au sort des poules s'effectue le 10 décembre 2010 à Barcelone.

## Phase qualificative

### Poule A (Rotterdam)

#### Classement
| Pl. | Équipe               | J | V | D | %    |
| --- | -------------------- | - | - | - | ---- |
| 1   | Danesi Cafe Nettuno  | 5 | 4 | 1 | .800 |
| 2   | Rouen Huskies        | 5 | 4 | 1 | .800 |
| 3   | DOOR Neptunus        | 5 | 3 | 2 | .600 |
| 4   | Regensburg Legionäre | 5 | 2 | 3 | .400 |
| 5   | FC Barcelone         | 5 | 2 | 3 | .400 |
| 6   | Technika Brno        | 5 | 0 | 5 | .000 |

### Poule B (Serravalle)

#### Classement
| Pl. | Équipe                 | J | V | D | %    |
| --- | ---------------------- | - | - | - | ---- |
| 1   | Unipol Bologna         | 5 | 4 | 1 | .800 |
| 2   | L&D Amsterdam          | 5 | 4 | 1 | .800 |
| 3   | T&A San Marino         | 5 | 3 | 2 | .600 |
| 4   | Paderborn Untouchables | 5 | 2 | 3 | .400 |
| 5   | AVG Draci Brno         | 5 | 2 | 3 | .400 |
| 6   | Hoboken Pioneers       | 5 | 0 | 5 | .000 |

## Finale à 4
|  | Demi-finales        | Demi-finales        |                        |   | Finale | Finale |
|  | Demi-finales        | Demi-finales        |                        |   | Finale | Finale |
|  |                     |                     |                        |   |        |        |
|  |                     |                     |                        |   |        |        |
|  |                     |                     |                        |   |        |        |
|  | Unipol Bologna      | 4                   |                        |   |        |        |
|  | Unipol Bologna      | 4                   |                        |   |        |        |
|  | Rouen Huskies       | 0                   |                        |   |        |        |
|  | Rouen Huskies       | 0                   | Unipol Bologna         | 4 |        |        |
|  |                     |                     | Unipol Bologna         | 4 |        |        |
|  |                     | Danesi Cafe Nettuno | 3                      |   |        |        |
|  | Danesi Cafe Nettuno | Danesi Cafe Nettuno | 3                      | 1 |        |        |
|  | Danesi Cafe Nettuno |                     |                        | 1 |        |        |
|  | L&D Amsterdam       | 0                   |                        |   |        |        |
|  | L&D Amsterdam       | 0                   | Match pour la 3e place |   |        |        |
|  |                     |                     |                        |   |        |        |
|  |                     |                     |                        |   |        |        |
|  |                     |                     |                        |   |        |        |
|  | Rouen Huskies       | 7                   |                        |   |        |        |
|  | Rouen Huskies       | 7                   |                        |   |        |        |
|  | L&D Amsterdam       | 8                   |                        |   |        |        |
|  | L&D Amsterdam       | 8                   |                        |   |        |        |

## Classement final
| Rang | Équipe              |
| ---- | ------------------- |
|      | Unipol Bologna      |
|      | Danesi Cafe Nettuno |
|      | L&D Amsterdam       |
| 4    | Rouen Huskies       |